# 白洲屋敷
白洲屋敷（しらすやしき）は、明治・大正期日本の実業家・白洲文平が兵庫県川辺郡伊丹町北村（現在の伊丹市春日丘）に建設した住宅である。屋敷は昭和40年代に解体され、跡地は宮ノ上公園や宅地になっている。

## 概要
三田藩家老であった白洲退蔵の長男として有馬郡三田町（現在の三田市）に生まれた白洲文平は海外留学を経て帰国後は三井物産、鐘紡に務めたが独立して神戸に貿易商「白洲商店」を起業し巨額の資産を築いた。文平はその資産を元手に武庫郡精道村（現在の芦屋市）など各地に次々と豪奢な邸宅を建てたが、その中で最も気に入っていたのが伊丹町字北村（現在の伊丹市春日丘4丁目）で4万坪の敷地に新築した通称『白洲屋敷』であったと言われている。
敷地内にはモネやマティス、雪舟、狩野派、土佐派など東西の著名な画家の作品を始めとする文平のコレクションを展示する私設のギャラリーや牡丹園があり、高さ10メートルの給水塔は遠方からも見えるランドマークのような存在であった。1921年（大正10年）、川辺郡伊丹高等女学校（兵庫県立伊丹高等学校の前身）が開校する際に文平は地域の有力者として1万円を拠出しているが、この金額は小西酒造が拠出した2万円に次ぐものであった。
文平の次男である白洲次郎は父と折り合いが悪かった。樺山正子との婚姻届を伊丹町役場に提出している。その後、大阪栄養工業の創業者であった八崎治三郎の所有となるが、1965年（昭和40年）頃に解体され敷地は住宅地として分譲された。建物の半分は京都市内の寺院へ移築され、門は東野（伊丹市）の民家に移築され現存している。屋敷のシンボルとなっていた給水塔はその後も現地に残されていたが、老朽化で倒壊の危険があるとして1989年（平成元年）に解体された。
2010年（平成22年）、伊丹市教育委員会は春日丘4丁目に「白洲屋敷跡」の案内標を設置した。

## 周辺
- 宮ノ上公園
- 伊丹市立北中学校
- 大阪国際空港
- 猪名川